# Herty Lewites
Herty Lewites Rodríguez (24 de diciembre de 1939-2 de julio de 2006) fue un político y revolucionario nicaragüense.
Herty Lewites, apodado el tigre judío por su ascendencia hebrea, fue un histórico militante del Frente Sandinista de Liberación Nacional, FSLN con el que participó en la lucha contra la dictadura de Anastasio Somoza Debayle y ocupó cargos de responsabilidad durante el periodo de la Revolución Sandinista. Por discrepancias con la línea oficial del FSLN que lidera Daniel Ortega abandonó el partido y fundó el Movimiento por el Rescate del Sandinismo.

## Biografía
Nacido en la ciudad de Jinotepe, Nicaragua, el 24 de diciembre de 1939 y fallecido en Managua, Nicaragua, el 2 de julio de 2006. Hijo de un inmigrante polaco judío y una nicaragüense católica.
- Exministro de Turismo de Nicaragua,
- Exdiputado ante la Asamblea Nacional de Nicaragua,
- Exalcalde de Managua,
- Excandidato a la Presidencia de la República de Nicaragua.

Fue miembro del Frente Sandinista de Liberación Nacional (FSLN) por 35 años, hasta que lo expulsaron del partido por exigir elecciones internas. Fue alcalde de Managua en el período 2000-2004. Su gestión como alcalde es considerada una de las mejores según algunas encuestas.
Él mismo se hacía llamar un tigre judío, haciendo honor a su procedencia judía de parte de su padre. Cuando anunció que conformaría su propio partido con la Alianza Movimiento Renovador Sandinista (MRS), para postularse como candidato a presidente, despertó la controversia porque estaba originando una nueva opción en la izquierda tradicional del país.
Su popularidad en las encuestas de opinión durante toda su campaña e incluso antes de ella, lo perfilaba como el favorito, con mayor probabilidad de votos para ser el próximo Presidente de Nicaragua.

## Muerte
Murió siendo candidato a la presidencia de Nicaragua por su partido Movimiento Renovador Sandinista en un Hospital de Managua, cuando solo faltaban 4 meses para las elecciones presidenciales en noviembre del 2006, a causa de un fulminante ataque cardíaco, que parece ser, puede estar relacionado con una intervención quirúrgica para la extracción de un pólipo rectal 20 horas antes. El pólipo había sido detectado la semana anterior mediante la realización de pruebas endoscópicas y colonoscópicas. Herty tenía antecedentes de cardiovascularización y alto riesgo coronario.
Fue enterrado en Jinotepe su ciudad natal a tres días de su deceso, en una ceremonia multitudinaria que contó con la presencia de conocidos rostros del ámbito nacional tales como el presidente de la República, el gabinete de ministros en pleno, representantes de las misiones diplomáticas con representación en Nicaragua, artistas, políticos y empresarios.
Se calcula que más de 20 mil personas acudieron al pequeño cementerio de Jinotepe.